# Winter Harbor (Maine)
Winter Harbor es un pueblo ubicado en el condado de Hancock en el estado estadounidense de Maine. En el Censo de 2010 tenía una población de 516 habitantes y una densidad poblacional de 2,88 personas por km².

## Geografía
Winter Harbor se encuentra ubicado en las coordenadas 44°21′14″N 68°8′18″O / 44.35389, -68.13833. Según la Oficina del Censo de los Estados Unidos, Winter Harbor tiene una superficie total de 179.03 km², de la cual 37.19 km² corresponden a tierra firme y (79.23%) 141.83 km² es agua.

## Demografía
Según el censo de 2010, había 516 personas residiendo en Winter Harbor. La densidad de población era de 2,88 hab./km². De los 516 habitantes, Winter Harbor estaba compuesto por el 96.9% blancos, el 0.39% eran afroamericanos, el 0.19% eran amerindios, el 0.58% eran asiáticos, el 0% eran isleños del Pacífico, el 1.36% eran de otras razas y el 0.58% pertenecían a dos o más razas. Del total de la población el 1.74% eran hispanos o latinos de cualquier raza.